# Pinus squamata
Pinus squamata ist eine Pflanzenart aus der Gattung der Kiefern (Pinus) innerhalb der Familie der Kieferngewächse (Pinaceae). Die Stammborke löst sich in unregelmäßigen Schuppen. Dieser Endemit kommt nur an einem Fundort im nordöstlichen Teil der chinesischen Provinz Yunnan vor und es gibt nur etwa 36 Exemplare, davon etwa 20 ausgewachsen. Sie ist damit wahrscheinlich die seltenste Kiefernart und eine der seltensten Koniferen überhaupt. Sie wird daher in der Roten Liste der IUCN als vom „Aussterben bedroht“ eingestuft.

## Beschreibung

### Erscheinungsbild
Pinus squamata wächst als immergrüner Baum, der Wuchshöhen von bis zu 20 Metern erreicht. Der Stamm ist aufrecht und erreicht einen Brusthöhendurchmesser von bis zu 60 Zentimetern, es sind jedoch keine alten Bäume bekannt. Die Stammborke ist glatt, hart und löst sich in unregelmäßigen, dünnen Schuppen ab, die helle, gelbliche Flecken freilegen, die sich später von graugrün zu verschiedenen Brauntönen verfärben und so ein mehrfarbiges Muster am Stamm bilden. Die Hauptäste wachsen in Scheinwirteln, ausgebreitet oder aufsteigend und bilden eine konische bis runde, offene Krone. Benadelte Zweige sind dünn, glatt, anfangs blass rötlich braun und später graubraun, dicht gelbbraun oder graubraun behaart oder unbehaart.

### Knospen und Nadeln
Die vegetativen Knospen sind harzig und bei einer Länge von bis zu 10 Millimetern eiförmig. Die Niederblätter sind rotbraun, dachziegelartig angeordnet und dreieckig-lanzettlich.
Die Nadeln wachsen zu viert oder zu fünft in einer hinfälligen, basalen Nadelscheide. Sie sind hellgrün, steif oder biegsam, spreizend, 9 bis 17 Zentimeter lang, mit einem breit-dreieckigen Querschnitt und einem Durchmesser von etwa 0,8 bis 1,0 Millimeter. Der Nadelrand ist fein gesägt, das Ende spitz. Auf allen Nadelseiten gibt es Spaltöffnungslinien. Es werden ein einzelnes Leitungsbündel und drei bis fünf große Harzkanäle nahe der Oberfläche gebildet.

### Zapfen und Samen
Die Pollenzapfen wachsen spiralig angeordnet in länglichen Gruppen an jungen Trieben in den Achseln breiter Niederblätter. Sie sind eiförmig-zylindrisch und 10 bis 15 Millimeter lang.
Die Samenzapfen wachsen einzeln, aufrecht stehend oder waagrecht auf einem 1,5 bis 2,0 Zentimeter langen Stiel. Sie sind anfangs grün und später variabel braun, geschlossen eiförmig-konisch, geöffnet bei einer Länge von 7 bis, meist 8 bis 10 Zentimetern sowie einem Durchmesser von 5 bis 6 Zentimetern breit-eiförmig. Sie fallen bei Reife vom Baum. Die 100 bis 120 Samenschuppen sind bei einer Länge von etwa 2,7 Zentimetern sowie einer Breite von etwa 1,8 Zentimetern länglich-elliptisch, holzig und steif. Die Apophyse ist verdickt, im Umriss breit rhombisch und quer gekielt. Der dreieckige Umbo liegt dorsal, er ist flach oder mehr oder weniger vertieft und hat keinen Stachel.
Die schwarz gestreiften Samen sind bei einer Länge von 8 bis 10 Millimetern sowie einem Durchmesser von etwa 5 Millimetern länglich oder verkehrt-eiförmig und leicht abgeflacht. Der Samenflügel ist 15 Millimeter lang, gegliedert und zeigt ebenfalls schwarze Streifen.
Die Bestäubung erfolgt im April und Mai, die Samen reifen im September und Oktober der dann zwei Jahre alten Zapfen.

## Verbreitung, Standorte und Gefährdung
Dieser Endemit kommt nur an einem Fundort im Kreis Qiaojia im nordöstlichen Teil der chinesischen Provinz Yunnan vor.
Pinus squamata ist eine äußerst seltene Art, die in Höhenlagen von beinahe 2200 Metern auf einem Berghang mit offenem, durch den Menschen gestörten Waldland und Grasland mit Büschen wächst. Man findet sie zusammen mit Pinus yunnanensis und verschiedenen Laubbäumen. Das Verbreitungsgebiet wird der Winterhärtezone 9 zugerechnet mit mittleren jährlichen Minimaltemperaturen zwischen −6,6 und −1,2 °Celsius.
In der Roten Liste der IUCN wird 2010 Pinus squamata aufgrund des sehr beschränkten Verbreitungsgebiets und der sehr kleinen Population von nur 36 Exemplaren, davon 18 bis 20 ausgewachsenen, als vom „Aussterben bedroht“ (= „Critically Endangered“) eingestuft. Eine andere Zählung geht von insgesamt nur 29 Exemplaren aus, von denen nur 18 Zapfen tragen. Das Verbreitungsgebiet liegt auf einem teilweise entwaldeten Nordwesthang und ist von feuergefährdetem Gras- und Buschland umgeben. Eine zusätzliche Gefahr ergibt sich durch das Kreuzen mit Pinus yunnanensis. Im strengen Winter von 2008 starben drei der Exemplare aufgrund des starken Schneefalls ab. Das Gebiet ist jedoch inzwischen ein Naturreservat und die Bäume sind streng geschützt. Mit der Unterstützung der lokalen Förster und eines Bauern wurden mehrere junge Bäume gezüchtet, die später im Verbreitungsgebiet gepflanzt werden sollen (Stand 2010).

## Systematik und Forschungsgeschichte
Pinus squamata wurde erst 1991 von Pangzhao J.Q. entdeckt, von Xiang-Wang Li 1991 untersucht und von ihm 1992 in den Acta Botanica Yunnanica, Volume 14, Issue 3, Seiten 259–260, f. 1 erstbeschrieben. Das Typusmaterial wurde von Xiang-Wang Li mit der Nummer 91250 hinterlegt. Das Artepitheton squamata stammt aus dem Lateinischen und bedeutet „schuppig“; es bezieht sich auf die schuppige Borke älterer Bäume. Ein Synonym von Pinus squamata X.W.Li ist Pinus bungeana subsp. squamata (X.W.Li) Silba
Die Art Pinus squamata gehört mit zwei anderen Arten zur Untersektion Gerardianae aus der Sektion Quinquefoliae in der Untergattung Strobus innerhalb der Gattung Pinus. Die schuppige Borke, die Nadelform und die Struktur der Samenzapfen zeigen die Verwandtschaft zu Pinus bungeana und Pinus gerardiana, den beiden anderen Arten der Untersektion Gerardianae. Sie unterscheidet sich von diesen durch die dunklere Borke, die längeren Nadeln, die zu viert oder fünft in den Nadelscheiden wachsen, und den großen, funktionstüchtigen Samenflügel. Diese Eigenschaften sind sonst bei den Arten der Untersektion Strobus zu finden.

## Verwendung
Pinus squamata wird nicht wirtschaftlich genutzt. Sie wird möglicherweise später in botanischen Gärten, anfangs nur in China, zu finden sein.